# Campeonato Europeu de Futebol Sub-21 de 1998
O Campeonato Europeu de Futebol Sub-21 de 1998 foi a décima primeira edição do Campeonato Europeu de Futebol Sub-21.
A fase de qualificação durou de 1996 a 1998, e contou com 46 participantes. Terminara a exclusão (por motivos políticos da Sérvia e Montenegro, na altura denominada de República Federal da Jugoslávia, e competia pela primeira vez a Bósnia e Herzegovina. Destas, apenas oito equipas apuraram-se para as fases finais, na Roménia, que havia sido escolhida como anfitriã.
As 46 equipas nacionais foram divididas em nove grupos (oito grupos de cinco e um grupo de seis). Os sete melhores vencedores de cada um dos grupos apuraram-se para a fase final do torneio. A oitava vaga foi disputada entre as outras duas selecções, Grécia e Inglaterra, em dois jogos de play-off. A vaga foi disputada a duas mãos, 2-0 e 2-4, tendo vencido a Grécia, pela regra do golo fora de casa.

## Esquema da prova
|  | Quartas de final | Quartas de final |               |               | Semifinais     | Semifinais     |  |  | Final      | Final |
|  |                  |                  |               |               |                |                |  |  |            |       |
|  | 23 de Maio       |                  |               |               |                |                |  |  |            |       |
|  |                  |                  |               |               |                |                |  |  |            |       |
|  | Países Baixos    | 2                |               |               |                |                |  |  |            |       |
|  | Países Baixos    | 2                | 26 de Maio    |               |                |                |  |  |            |       |
|  | Romênia          | 1                |               |               |                |                |  |  |            |       |
|  | Romênia          | 1                | Países Baixos | 0             |                |                |  |  |            |       |
|  | 23 de Maio       |                  | Países Baixos | 0             |                |                |  |  |            |       |
|  |                  | Grécia           | 3             |               |                |                |  |  |            |       |
|  | Alemanha         | Grécia           | 3             | 0             |                |                |  |  |            |       |
|  | Alemanha         |                  | 31 de Maio    | 0             |                |                |  |  |            |       |
|  | Grécia           | 1                |               |               |                |                |  |  |            |       |
|  | Grécia           | 1                | Grécia        | 0             |                |                |  |  |            |       |
|  | 24 de Maio       |                  | Grécia        | 0             |                |                |  |  |            |       |
|  |                  | Espanha          | 1             |               |                |                |  |  |            |       |
|  | Espanha          | Espanha          | 1             | 1             |                |                |  |  |            |       |
|  | Espanha          | 27 de Maio       |               | 1             |                |                |  |  |            |       |
|  | Rússia           | 0                |               |               |                |                |  |  |            |       |
|  | Rússia           | 0                | Noruega       | 0             | Terceiro lugar | Terceiro lugar |  |  |            |       |
|  | 24 de Maio       |                  | Noruega       | 0             | Terceiro lugar | Terceiro lugar |  |  |            |       |
|  |                  | Espanha          | 1 (a.p.)      |               |                |                |  |  |            |       |
|  | Noruega          | Espanha          | 1 (a.p.)      | 1             | Noruega        | 2              |  |  |            |       |
|  | Noruega          |                  |               | 1             | Noruega        | 2              |  |  |            |       |
|  | Suécia           | 0                |               | Países Baixos | 0              |                |  |  |            |       |
|  | Suécia           | 0                |               |               | 0              |                |  |  |            |       |
|  |                  |                  |               |               |                |                |  |  | 31 de Maio |       |
|  |                  |                  |               |               |                |                |  |  |            |       |

## Fases finais

### Quartos-finais
| 23 de Maio de 1998 | Alemanha | 0 - 1 | Grécia |  |
|                    |          |       |        |  |

| 23 de Maio de 1998 | Países Baixos | 2 - 1 | Romênia |  |
|                    |               |       |         |  |

| 24 de Maio de 1998 | Espanha | 1 - 0 | Rússia |  |
|                    |         |       |        |  |

| 24 de Maio de 1998 | Noruega | 1 - 0 | Suécia |  |
|                    |         |       |        |  |

### Play-offs

#### Consolidação
| 26 de Maio de 1998 | Romênia | 0 - 1 (a.p.) | Alemanha |  |
|                    |         |              |          |  |

| 27 de Maio de 1998 | Rússia | 0 - 2 | Suécia |  |
|                    |        |       |        |  |

#### Sétimo classificado
| 30 de Maio de 1998 | Romênia | 1 - 2 | Rússia |  |
|                    |         |       |        |  |

#### Quinto classificado
| 30 de Maio de 1998 | Alemanha | 2 - 1 | Suécia |  |
|                    |          |       |        |  |

### Semi-finais
| 26 de Maio de 1998 | Países Baixos | 0 - 3 | Grécia |  |
|                    |               |       |        |  |

| 27 de Maio de 1998 | Espanha | 1 - 0 (a.p.) | Noruega |  |
|                    |         |              |         |  |

### Terceiro classificado
| 31 de Maio de 1998 | Noruega | 2 - 0 | Países Baixos |  |
|                    |         |       |               |  |

### Final
| 31 de Maio de 1998 | Grécia | 0 - 1 | Espanha        | Lia Manoliu Stadium, Bucareste |
|                    |        |       | Iván Pérez 65' |                                |

## Classificação final
| # | Selecção      |
| - | ------------- |
| 1 | Espanha       |
| 2 | Grécia        |
| 3 | Noruega       |
| 4 | Países Baixos |
| 5 | Alemanha      |
| 6 | Suécia        |
| 7 | Rússia        |
| 8 | Romênia       |

## Resultado
| Campeonato Europeu Sub-21 de 1998 Campeões |
| ------------------------------------------ |
| Espanha Sub-21 2º Título                   |